# Василь Миткович Меленевич
Васи́ль Митко́вич Мелене́вич герба Топач (пом. після 15 липня 1582) — київський дружинник, лідер зауських бояр у другій половині XVI ст.
Внаслідок послідовного існування кількох Василів Митковичів Меленевичів, одні джерела стверджують, що існували однойменні батько (згадується з 1545 по 1561 рр.) і син (згадується з 1561 до 1582 рр.). Водночас інші вказують їх обох однією особою, в якої своєю чергою був пізніший син Василь.

## 1545—1561
Боярин господарський Василь (Васян) Мелен Миткович походив з роду Митковичів-Меленевичів — отчичів с. Меленевичі і Тупачоловської землі. Мешкав в Васьківцях і, імовірно, був сином Мелена Митковича.
Згадується 15 серпня 1554 р. у справі захоплення Виговськими маєтностей 5 братів Лучичів, де він свідчив що добре знає останніх і що вони з 1541 р. володіли землею Скачковською у Вигові.
16 вересня 1561 р. Васян Миткевич та Борис Меленевич встали перед судом київського воєводи князя Костянтина Острозького зі скаргою на ігумена Пустинного монастиря Касіяна, де заявили що:
Половину тієї нашої землі, Гришка Горошка, вже давно утримують у своїх руках і користуються, а нам, як законним спадкоємцям тієї землі, не хочуть поступитися, завдаючи нам великої кривди й шкоди. З цієї землі ми виконуємо земську службу для господаря, але від своєї власності нічого не маємо.
Виявилось, що в 1514 р. Івашко Немирич за заслуги отримав від київського воєводи Андрія Немировича с. Меленевичі разом з Тупачоловською землею. 17 листопада 1514 р. він обдарував Київський Пустинно-Микільський монастир, віддавши у вислугу свою людину — Олексія. Той разом з родиною мешкав у Меленевичах, і відтоді мав щорічно поставляти монастирю три каді прісного меду. Згодом 7 листопада 1529 р. Немирич знову обдарував монастир, переписавши на нього у дарчій Тупачоловську землю. На підтвердження чого ченці надали князю два документи про дар колишнього київського воєводи Івашку Немиричу, і дарча останнього, за якою вони тримали цю землю і людину кілька десятків років. При цьому заявивши, що про Меленевичів ніколи не чули. Своєю чергою Меленевичі показали лист 1541 р. короля Жигимонта І Старого до справця київського воєводства Андрія Сангушка-Кошерського, і заявили себе отчичами цих земель.
Ченці добровільно між собою домовились відмовитись від своїх притязань на дані землі в обмін на те, що Меленевичі мають власними підводами надсилати мед до монастиря. 17 травня 1562 р. Сигізмунд II Август цей вирок затвердив, і надалі Васян Меленевич щорічно відвозив півтори каді меду в Київ. Пізніше овруцький отаман Железко, наглядач від монастиря, дозволив віддавати замість меду 5 коп грошей литовських. Орієнтовно приблизно в ті ж роки він подарував Києво-Печерській лаврі свій острів Капунний.

## 1561—1582
У 1560-х роках Василь Миткович Меленевич разом з іншими київськими дружинниками — Богданом Єсковичем, Василем Малковичем та Іваном Юревичем Багриновичем утворили зем'янську колонію в с. Ходаки, які належали Василю Малкевичу. Вибір Ходаків зумовлений тим, що вони лежали у дрімучих лісах, які захищали від татарських набігів і дозволяли займатися господарством.
Першопочатково до обов'язків овруцьких бояр входило виступати гвардією київського воєводи, а також виконувати ординський супровід за персональним листом київського воєводи або великого князя. Врешті за ними залишились тільки обов'язок виїзду на війну. Також вони підпорядковувались київському замку, а не овруцькому. Але це було не до вподоби ані овруцькому старості, ані київському воєводі, які не полишали спроби змінити статус і оподаткування зауських бояр навіть попри рішення сейму 1568 р. Це спонукало зауських бояр відправити своїх делегатів на Люблінський сейм 1569 р., яких очолив Василь Миткович-Меленевич взявши з собою всі привілеї. Розглянувши справу овруцьких бояр, король Сигізмунд Август повелів:
Кіевскимъ воеводе и Каштеляну, чтобы землянъ Кіевского Уезда съ под реки Уши съ селенія Ходаковъ, Дворянъ Василія Митковича Меленевича и прочихъ инофамильцевъ, согласно жалобъ ихъ, сверхъ Земскихъ дворянскихъ повинностей на общихъ правах, не употребляли къ постоянному пребыванию при Кіевском замке и ни какихъ притеснений имъ не делали. [...] Выборнымъ податей Кіевского уезда, чтобы они съ данных землянъ Кіевского уезда съ надъ реки Уши, съ селения Ходаков, жаловавшихъся о взыскании съ нихъ вдвойне податей, не получали более одной копы грошей, согласно Городенскому Сеймовому постановлению, как съ дворянъ бедныхъ, не имеющихъ своихъ людей
Тоді ж на сеймі разом з іншими зауськими шляхтичами, Василь Миткович-Меленевич присягнув Короні. При цьому його король відзначив особливо, дозволивши мати взяти герб Топач. І імовірно тоді ж зауські шляхтичі змінили прівища відмовившись від стародавнього закінчення -ич на користь шляхетського -ський. Так Василь Миткович Меленевич відкинувши родове прізвище прийняв нове — Меленевич-Тупачоловський.
З того часу Василь Меленевич Тупачоловський і далі очолював делегації зауських зем'ян. Так, 20 серпня 1576 р. він разом з Богданом Єськовичем Каленським, Василем Малковичем Ходаковським, Іваном Юревичем Багриновським та іншими зем'янами відвідали елекційний сейм на коронування короля Стефана Баторія, де він просив підтвердити попередні привілеї. А 15 липня 1582 р., внаслідок подальших зазіхань київського замку на їх вольності, очолив зауських зем'ян до київського суду.
Помер після 15 липня 1582, але вірогідно до 3 липня 1589, коли на коронацію і підтвердження давніх привілеїв до короля Сигізмунда ІІІ Вази відправились вже його сини Василь та Семен.
Поблизу річки Липовки в с. Хотинівка знаходився червоний камінь під яким поховали Василя Мелена. Втім через контраверсію з розумінням існування двох чи однієї людини з таким ім'ям, незрозуміло чи тут поховали саме Василя Меленевича-Тупачоловського чи його імовірного батька.

## Маєтності
Попри власні Мелені та Тупачоловську землю, він і далі жив у Ходаках до кінця життя. У родинних маєтностях осіли вже його нащадки.
У 1576 році брати Іван, Федір, Данило Зарайкевичі, а також Ясько і Роман Новицькі продали йому свою землю в с. Хотинівка. В актах 1577 р. вказано, що продаж відбувся за 30 коп грошей з межами, починаючи від річки Хотиницької по річку Липовку, по купалище; від купалища по старе путище, по Товсту Волоку. Там він заснував нове сільце з назвою Тупачовка.

## Родина
Мав чотирьох молодших братів: Кузьму, Якова, Устина і Богдана, які в кінці 1560-х рр. господарювали в Васьковцях і Гошово.
Був одружений з Анастасією Ходаковською. У нього було четверо синів: Василь (Васян), Семен, Стрет і Агапон, а також донька Агафія яка вийшла заміж за Михайла Єськовича Каленського. Вони започаткували нові гілки роду: від Васяна походили Васяновичі-Меленівські, від правнука Семена — Мойсія пішли Мойсієнки, а від прапраправнука Семена — Григорія, пішов рід Грищенків-Меленівських. Також від Стрета утворився рід Стретовичів-Меленівських, а Агапон був бездітним.